# Таймфрейм

График японских свечей EUR/USD за октябрь 2009 года, дневной таймфрейм

Таймфре́йм (англ. time-frame) или торговый период — интервал времени, используемый для группировки котировок при построении элементов ценового графика (бара, японской свечи, точки линейного графика).
Внутри выбранного торгового периода из общей истории котировок обычно оставляют только цены открытия, максимума, минимума и закрытия, а также подсчитывают суммарный объём сделок, например, число проданных за это время акций (англ. open, high, low, close, volume). Для линейного графика может использоваться лишь один выбранный параметр цены (обычно, цена закрытия).
Очень часто торговый период используют в названии графика цены: минутный (каждый элемент графика строится на основании данных за 1 минуту), пятнадцатиминутный, часовой, дневной (на рисунке), недельный.
Распространённой ошибкой является считать, что «часовой» график показывает в окне подробные движения цены за 1 час. «Часовой» означает, что один самый маленький элемент графика формируется в течение часа, а в окне часового графика может содержаться история за несколько календарных месяцев.
Чем более подробную историю нужно посмотреть, тем меньший торговый период нужно выбрать. Для отображения движений внутри одного дня используют от минутного до часового графика. Для обзора исторических промежутков в несколько лет обычно используют дневной или даже недельный графики.
Для обозначения торговых периодов обычно используют сокращённую запись в виде латинской буквы (чаще заглавной) для обозначения временно́го периода и числового указания количества таких периодов:
- M — минута (M1 — минутный период, M10 — десятиминутный период).
- H — час (H1 — часовой период, H4 — четырёхчасовой период).
- D — день (D или D1 — дневной период).
- W — неделя (W или W1 иногда Wk — недельный период).
- MN — месяц (MN или Mo — месячный период).
- Y — год (Y или Y1 — годовой период).